# 90698 Kościuszko
(90698) Kosciuszko, denumire internațională (90698) Kościuszko, este un asteroid din centura principală de asteroizi.

## Descriere
90698 Kościuszko este un asteroid din centura principală de asteroizi. A fost descoperit pe 1 martie 1984 la Stația Anderson Mesa de Edward L. G. Bowell. Asteroidul prezintă o orbită caracterizată de o semiaxă mare de 2,38 ua, o excentricitate de 0,25 și o înclinație de 24,0° în raport cu ecliptica.